# Národní galerie moderního umění
Národní galerie moderního umění (italsky Galleria Nazionale d’Arte Moderna, zkratkou GNAM) je muzeum umění v Římě, věnované především umění 19. a 20. století s důrazem na italské výtvarné umění. V 75 místnostech vystavuje asi 5000 maleb a soch. Z italských umělců jsou zastoupeni například Giuseppe Abbati, Giacomo Balla, Cristiano Banti, Renato Barisani, Giuseppe Benassai, Mosè Bianchi, Umberto Boccioni, Giovanni Boldini, Odoardo Borrani, Stefano Bruzzi, Alberto Burri, Giuseppe Cabianca, Michele Cammarano, Vincenzo Camuccini, Giuseppe Capogrossi, Vincenzo Caprile, Giovanni Carnovali, Bernardo Celentano, Vincenzo Chialli, Giorgio de Chirico, Nino Costa, Tranquillo Cremona, Edouardo Dalbono, Marianna Dionigi, Giacomo Favretto, Lucio Fontana, Antonio Fontanesi, Giacinto Gigante, Eugenio Gignous, Domenico Induno, Pio Joris, Antonino Leto, Llewelyn Lloyd, Gian Emilio Malerba, Federico Maldarelli, Antonio Mancini, Giorgio Morandi, Domenico Morelli, Giacomo Manzù, Cesare Mussini, Filippo Palizzi, Giuseppe Pelizza, Salvatore Postiglione, Gaetano Previati, Filadelfo Simi, Armando Spadini a Stefano Ussi. Ze zahraničního umění pak to jsou kupříkladu Calder, Cézanne, Giacometti, Klimt, Amedeo Modigliani, Braque, Canova, Degas, Marcel Duchamp, Christoffer Wilhelm Eckersberg, Jean Faure, Vasilij Kandinskij, Mondrian, Monet, Pollock, Rodin, van Gogh a Klein. Ke galerii patří další čtyři muzea:
- Museo Hendrik Christian Andersen v Římě
- Museo Praz v Římě
- Museo Boncompagni Ludovisi v Římě
- Museo Manzù v Ardeji

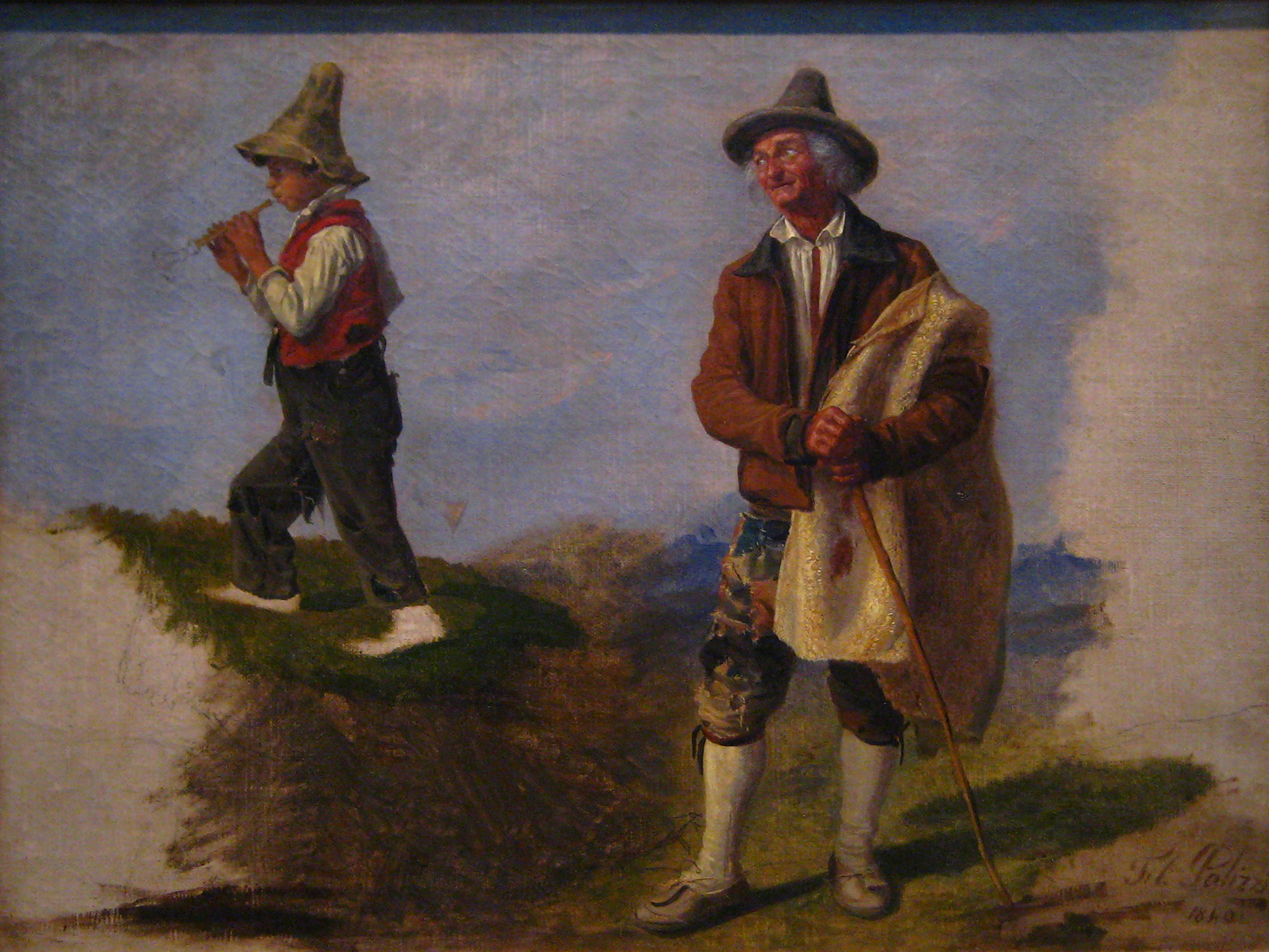
Filippo Palazzi: Rolník poslouchá chlapce pískajícího na píšťalu
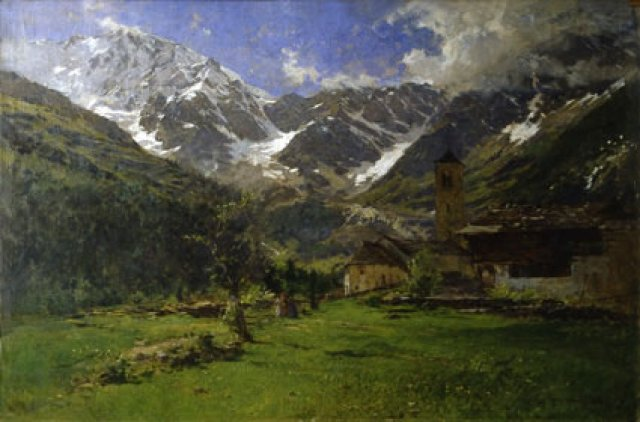
Eugenio Gignous: Monte Rosa
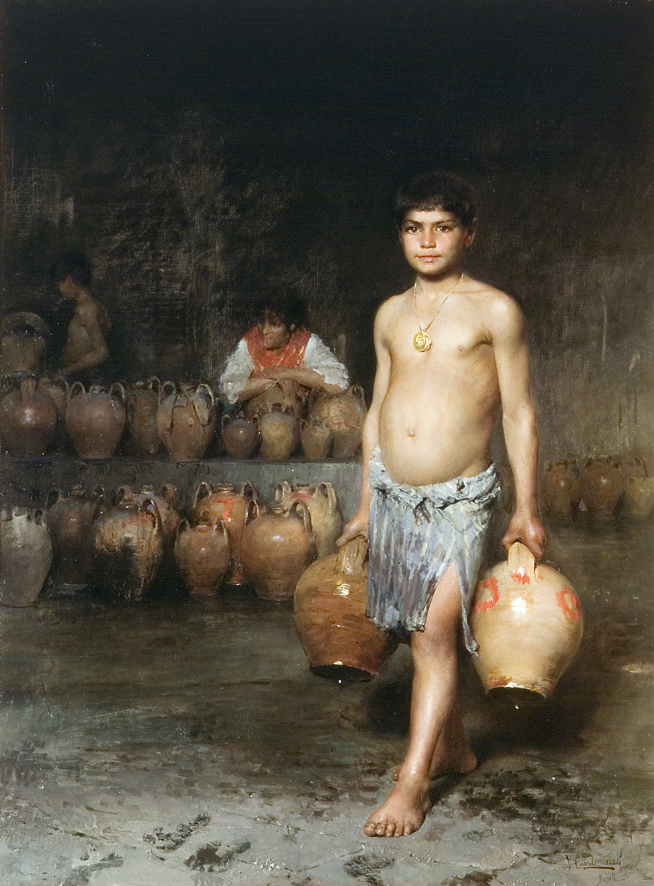
Vincenzo Caprile: Pramen Santa Lucia
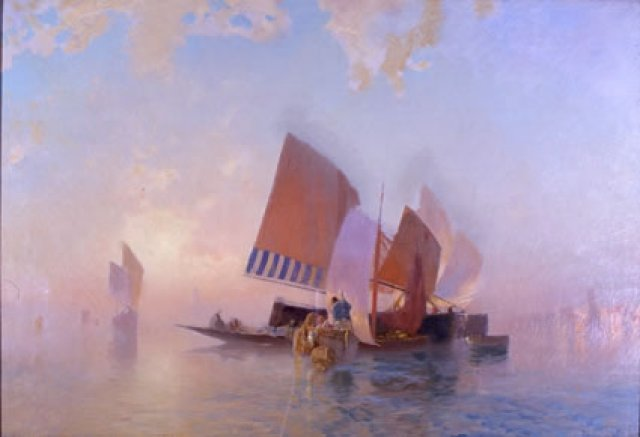
Edouardo Dalbono: Benátský přístav
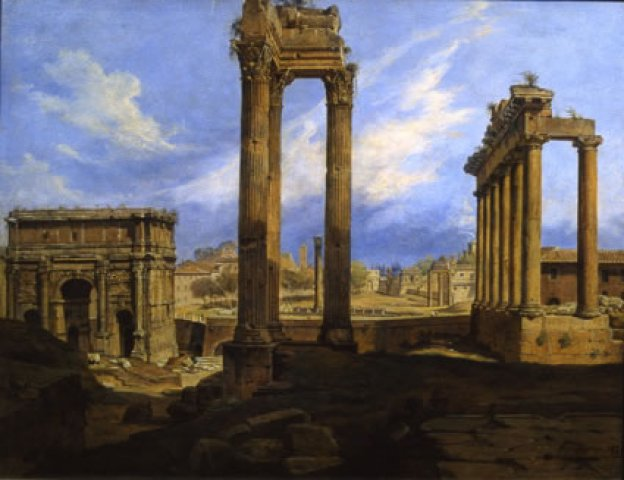
Jean Faure: Forum Romanum
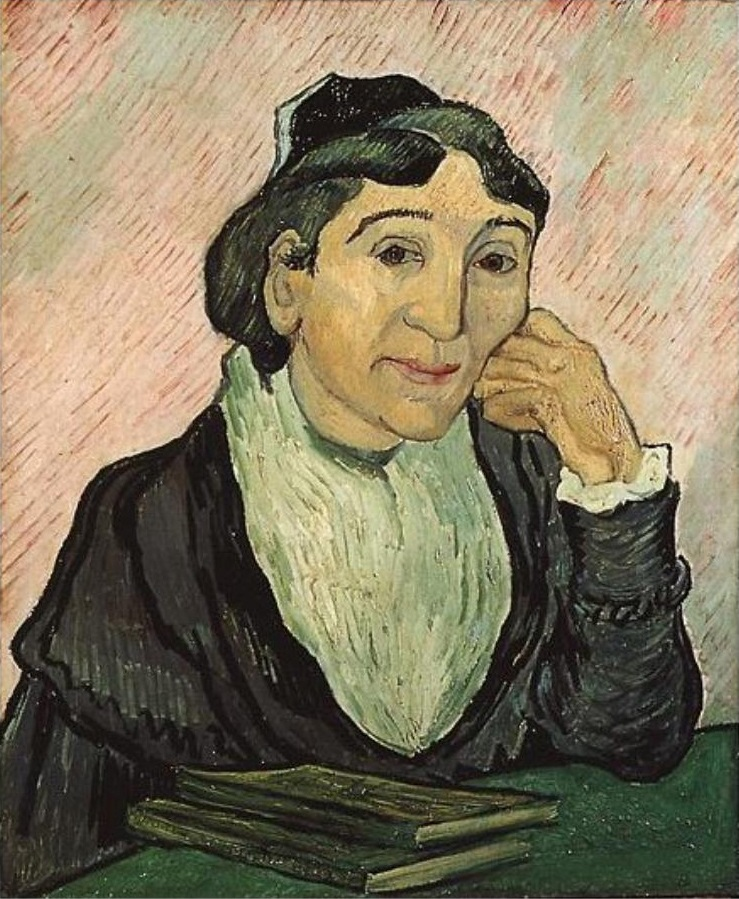
Vincent van Gogh: Arlézanka
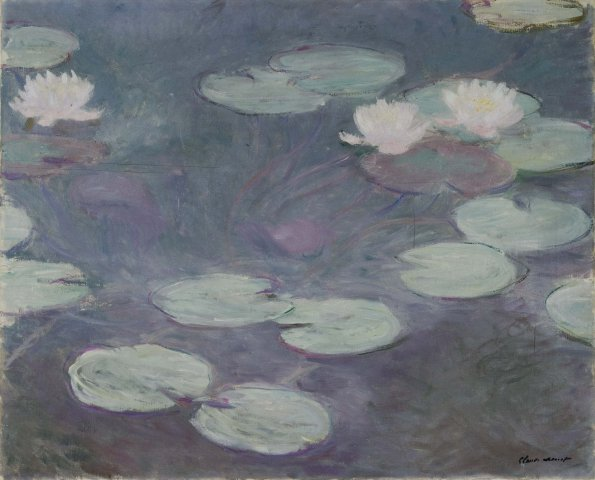
Claude Monet: Lekníny
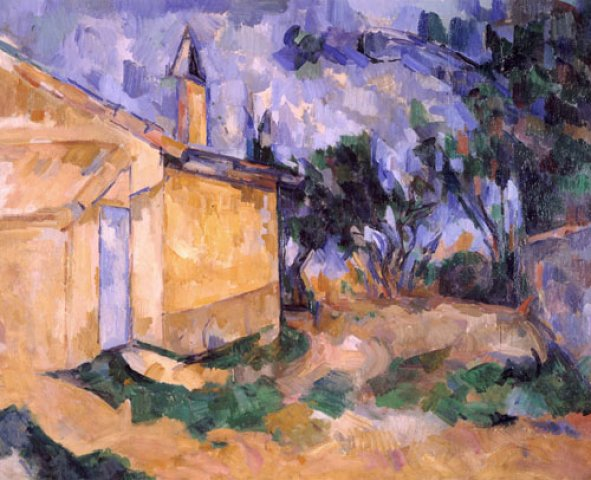
Paul Cézanne: Chalupa v Jourdanu